# Revolta de Ocrida-Debar
A Revolta de Ocrida-Debar (em macedônio/macedónio:  Охридско-Дебaрско вoстание; em búlgaro:  Охридско-Дебърско въстание; em albanês:  Kryengritja e Ohrit dhe Dibrës) foi uma revolta da população na Macedônia Ocidental, então Reino da Sérvia, em setembro de 1913. Foi organizado pela Organização Revolucionária Interna da Macedônia (IMRO) e pela Albânia contra a captura sérvia das regiões de Ocrida, Debar e Struga após as Guerras Balcânicas (1912–13).

## Contexto
A IMRO manteve discussões com o comitê revolucionário albanês de Sefedin Pustina em Elbasan, Albânia, entre 12 e 17 de agosto de 1913.  Foi acordado que seria iniciada uma revolta contra a Sérvia.  Uma directiva datada de 21 de Agosto previa um novo combate contra a Sérvia e a Grécia na Macedônia do Vardar e na Macedônia Grega.  A liderança da IMRO decidiu por uma rebelião em Bitola, Ocrida e Debar, e reuniu Petar Chaulev, Pavel Hristov, Milan Matov, Hristo Atanasov, Nestor Georgiev, Anton Shibakov, Ismail Strazimiri  e outros nessas regiões. 

## Eventos

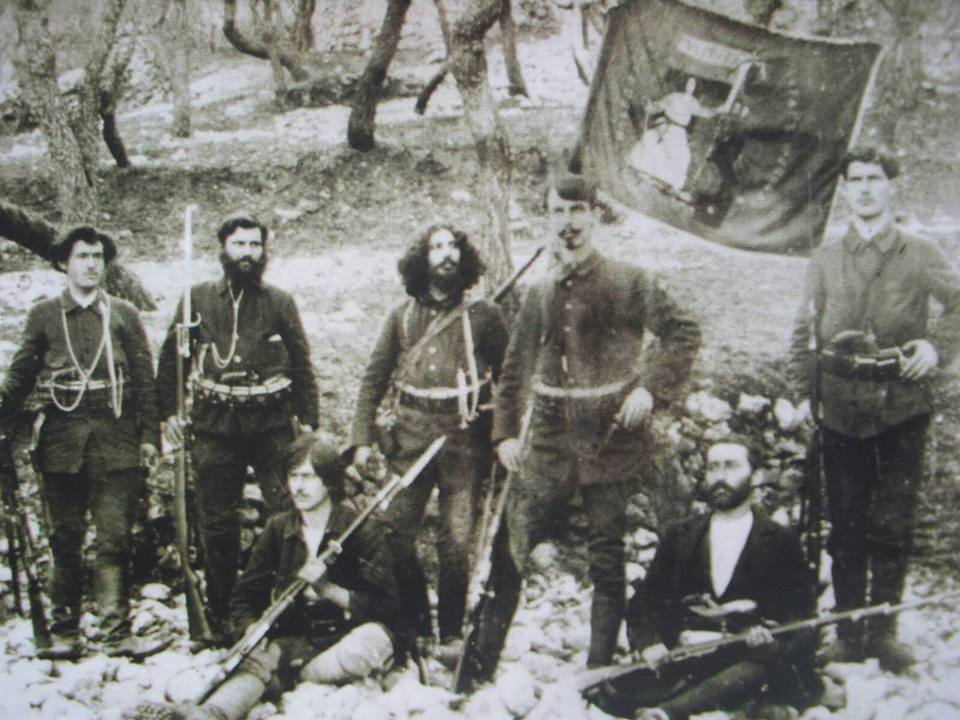
Duque Petar Čaulev e parte dos insurgentes de Ocrida

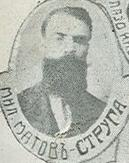
Príncipe Milan Matov, um dos organizadores do levante Ocrida-Debar

A rebelião começou apenas dois meses após o fim da Segunda Guerra Balcânica. A insurgência procurou desafiar o controle sérvio da região.  O governo albanês organizou a resistência armada e 6.000 albaneses sob o comando de Isa Boletini, o Ministro da Guerra, cruzaram a fronteira.  Após um confronto com as forças sérvias, as forças albanesas tomaram Debar e então marcharam, junto com um bando búlgaro liderado por Petar Chaulev,  Milan Matov e Pavel Hristov expulsaram o exército e oficiais sérvios, criando uma linha de frente 15km a leste de Ocrida. Porém, outra banda foi checada com derrota em Mavrovo. Em poucos dias capturaram as cidades de Gostivar, Struga e Ocrida, expulsando temporariamente as tropas sérvias. Em Ocrida, eles estabeleceram um governo local e mantiveram as colinas em direção a Resen durante quatro dias.  Durante o conflito, o Exército helênico ajudou as tropas sérvias a reprimir o levante.  A supressão da revolta resultou no uso intenso de violência por parte das forças sérvias.  O estudioso Edvin Pezo afirma que as representações dos albaneses como "incultos" e "primitivos" pelos nacionalistas sérvios da época foram uma possível razão para a extensa violência perpetrada contra os albaneses durante a Primeira Guerra dos Balcãs e a subsequente revolta de Ocrida-Debar.  A derrota da revolta pelas forças sérvias resultou na chegada de dezenas de milhares de refugiados albaneses à Albânia vindos da Macedónia Ocidental. 

## Relatório do CEIP
De acordo com o relatório da Comissão Internacional do Carnegie Endowment for International Peace, um exército sérvio de 100.000 soldados regulares reprimiu a revolta. Milhares foram mortos e dezenas de milhares fugiram para a Bulgária e a Albânia. Muitos búlgaros foram presos ou fuzilados, várias aldeias albanesas e búlgaras foram queimadas. O número de refugiados de etnia albanesa provenientes da Macedónia foi de 25.000. 

## Legado
Após a insurgência de 2001 na Macedónia, historiadores macedônios e albaneses discutiram a cooperação histórica dos dois grupos étnicos e a sua luta conjunta contra os seus supostos inimigos comuns, incluindo o governo sérvio. A rebelião de 1913 foi tema de uma conferência de 2013. 